# تيدي لوبين
ادوارد ريموس لوبين شخصية خيالية مستقبلية في السلسلة الشهيرة هاري بوتر للمؤلفة البريطانية ج.ك رولينج حيث ان تيد هو ابن ريموس لوبين ونيمفادورا تونكس ويعتبر هاري بوتر والده الروحي، وقد سمي بهذا الاسم تيمنا بجده الذي توفي قبل ولادته بأيام وبعد وفاة والديه ربته جدته اندروميدا تونكس، بمساعدة من والده الروحي. التحق بمدرسة هوغورتسى للسحر والشعوذة في عام 2009. وخلال الفترة التي قضاها في هوجورتس تيدي تم تصنيفه في بيت هافلباف، وفي عامه السابع في الدراسة عين رئيس الطلاب.

## النشأة (1998-2009)
ولد إدوارد «تيدي» لوبين في أبريل عام 1998 إلى ريموس لوبين ونيمفادورا تونكس. قبل بضعة أشهر من ولادته أعرب والده عن أسفه لهاري بوتر من الزواج من تونكس وانها حامل بطفل قد يكون مستذئب مثل والده، ويواجه تمييزا كما حدث معه. أراد ريموس الانضمام إلى الثلاثي هاري رون وهيرمايوني في مهمته لتدمير هوكروكسات لورد فولدمورت إلى أن قام هاري برفضه لكونه جبانًا. فر ريموس وهو يشعر بالغضب والعار.
عندما ولد تيدي، وجد ريموس الثلاثي وعاد على الفور، متسامحًا كليًا بسبب كلماته القاسية. تم تسميته تكريما لجده من الأم إدوارد تونكس.
في 2 أيار / مايو 1998، حارب أبواه في معركة هوجوارتس، وترك مع جدته أندروميدا تونكس. ولسوء الحظ توفي كل من والدي تيدي في المعركة، وترك يتيما من دون حتي ان يري والديه كما كان والده الروحي ولد من دون ان يري والديه، وبالتالي تم تربيته من قبل جدته. كان تيدي يقضي معظم وقته مع أسرتي بوتر وويزلي، اللتين كانتا أيضاً من أقاربه البعيدين عن طريق جدته من العائلة.

## سنوات هوجوارتس (2009-2016)
منذ أن ولد في أبريل 1998، بدأ تيدي تعليمه في مدرسة هوغورتس للسحر والشعوذة في 1 سبتمبر 2009. تم تصنيفه في منزل هافلباف مثل والدته نيمفادورا.
حضر تيدي، الذي وصف بأنه «نحيل، نصف ذئب»، كأس العالم للكويدتش عام 2014 مع عائلته حيث شعرت ريتا سكيتر، الذي كتبت مقالة لاذعة ظهر فيها، أنه كان يتصرف بطريقة مخزية للغاية، كما كتبت في مقالته انه كان يقبل فيكتورا ويزلي ابنه بيل ويزلي وفلورا ديلاكور.
خلال المباراة النهائية لكأس العالم للكويدتش بين بلغاريا والبرازيل، بدا أن تيدي وفيكتورا، كما ذكرت ريتا سكيتر، «أكثر اهتماما بما يقولونه لبعضهم البعض من» المباراة. هذا سبب والدها بيل لتبادل المقاعد مع ابنته «الآن». في وقت لاحق، أخذ بيل انتباهه عن ابنته، مما سمح لها وتيدي «بالعودة إلى المقاعد المجاورة».
لقد كان رئيس الطلاب في سنته السابعة. في ذلك العام، تم تصنيف جيمس سيريوس في غريفندور، مما أدى إلى خيبة أمل تيدي كونه كان يريد الانضمام الي جريفندور.

## بعد تخرجه من هوجوارتس (2016-؟)
في 1 أيلول (سبتمبر) 2017، وصل تيدي إلى المنصة التسعة وثلاثة أرباع لمشاهدة فيكتورا؛ في ذلك اليوم، كان لديه شعر رملي، بدلاً من اللون الأزرق الفيروزي. كان من الملاحظ أنه سيكون من الجميل إذا كان عضوا رسميا في عائلة بوتر / ويزلي. من أطفال بوتر الثلاثة، بدا أنه الأقرب مع أصغرهم، ليلي. لم تكن علاقته جميلة مع فيكتورا كما كان مع جيمس كانت ليلي تأمل كثيراً أن يتزوج فيكتوار وتيدي كي يصبح جزءاً حقيقياً من عائلتهما.
لم يصبح تيدي لوبين مستذئبًا مثل والده، على الرغم من ادعاءات ريتا سكيتر على العكس. كان، مع ذلك، متغير الاشكال، مثل أمه.

## مظهره الجسدي
كونه (ميتامورفماجوس) أو متغير الاشكال، كان تيد قادرا على تغيير مظهره الجسدي وقت ما يريد.

## القدرات السحرية والمهارات
غير معروف إذا كان ادوارد ساحر ماهر أو انه سكويب (عديم القدرات السحرية) كل ما هو معروف عنه انه متغير الاشكال مثل والدته وجدته اندروميدا.

## العلاقات
قتل ريموس لوبين ونيمفادورا علي يد آكلة الموت خاله نيمفادورا بيلاتريكس لسترانج وانتونيو دولهوف خلال معركة هوجورتس، تاركين ابنهم يتيما. وهكذا نشأ تيدي تحت رعاية جدته أندروميدا تونكس، وكانت علاقاته مع عائلة بوتر وويزلي جيدة للغاية حيث كان يزورهم اربع مرات اسبوعيا علي الاقل لتناول معهم العشاء.
من جهة والدته، يرتبط تيدي أيضا بعائلة مالفوي وعائلة بلاك. حيث كانت نارسيسا مالفوي عمته، ولوشيوس مالفوي هو عمه الكبير، مما يجعل دراكو مالفوي ابن عمه الأول وسكوربيوس مالفوي ابن عمه الثاني. وبيلاتريكس لسترانج قاتله والديه هي عمته. زوج بيلاتريكس، وزوجه رودفلوس لسترانج هو أيضا عمه الكبير. واثنين من أبناء عمه العظماء، سيريوس بلاك وريجولاس بلاك.
وثق والديه بهاري بوتر لكي يصبح عراب تيدي، والذي وافق عليه هاري بسهولة. هذا يوازي دور ريموس وسيريوس في حياة هاري لان قبل وفاة جيمس بوتر طلب جيمس من سيريوس ان يصبح والد هاري الروحي.
كان هاري بوتر عراب تيدي وصديق مقرب من والديه. في أبريل 1998 طلب ريموس من هاري أن يكون عراب تيدي، وقبل هاري بسرور. بعد مقتل ريموس وتونكس في معركة هوجورتس، ساعد هاري جده تيدي في تربيته، وبحلول عام 2017 كان من الواضح أن هاري وتيدي كانا قريبين للغاية. عندما أراد أطفال هاري أن يقترب تيدي من عائلتهم، ذكر هاري أن تيدي كان يأتي إلى منزله لتناول العشاء أربع مرات في الأسبوع، وأنه عاش عمليا معهم بالفعل. كان أطفال بوتر مسرورون أيضًا من فكرة أن تيدي سيصبح قريبهم، كان تيدي مغرما بفيكتوار ويزلي (ابنة بيل وفلور ويزلي) كان يريد ان يتزوج منها لكي يكون جزءا حقيقيا من عائلة ويزلي أو عائلة بوتر.
في عام 1998، عندما كان هاري يخطط للدخول إلى قبو لسترانج، تساءل عما إذا كان قد أصبح أبًا روحيًا متهوراً لتيدي مثل ما كان سيريوس بلاك بالنسبة له. مع مساعدة أندرميدا في تربية تيدي، ربما أصبح هاري شخصية أب تجاهه، حيث كان هاري يفهم كيف شعر تيدي دون والدي كونه هو أيضا تربي من دون ابويه.

## علاقته مع فيكتورا ويزلي
بحلول عام 2014، من المفترض أن تيدي وفيكتورا كانا بالفعل في علاقة، كما كتبت ريتا سكيتر منهم عن الرضوض في كثير من الأحيان. في الواقع، كان لديهم قسم خاص بهم في مقالة ريتا. جلس الاثنان معا خلال المباراة النهائية بين بلغاريا والبرازيل، ولكن بدا أكثر اهتماما بالحديث من مشاهدة المباراة. في 1 سبتمبر، 2017، جاء تيدي لرؤية صديقته لمدة عام آخر في محطة كينغز كروس.
عبّرت ليلي لونا عن رغبتها في أن يتزوج تيدي وفيكتورا في يوم من الأيام، مما يجعل تيدي جزءًا رسميًا من عائلة بوتر وويزلي.